# Rue de Courcelles
Rue de Courcelles är en gata i Quartier de l'Europe och Quartier de la Plaine-de-Monceaux i Paris åttonde och sjuttonde arrondissement. Gatan är uppkallad efter byn Courcelles. Rue de Courcelles börjar vid Rue La Boétie 66 och slutar vid Place du Maréchal-Juin.

## Omgivningar
- Saint-Philippe-du-Roule
- Cathédrale Saint-Alexandre-Nevsky
- Parc Monceau

## Bilder
| - Gatuskylt. - Rue de Courcelles norr om Boulevard de Courcelles. - Parc Monceau. |

## Kommunikationer
- Tunnelbana – linje  – Courcelles
- Busshållplats Courcelles – Paris bussnät, linjerna 30 84

### Webbkällor
- ”Rue de Courcelles”. Mairie de Paris. https://web.archive.org/web/20160303213101/http://www.v2asp.paris.fr/commun/v2asp/v2/nomenclature_voies/Voieactu/2377.nom.htm. Läst 1 september 2022.
- ”Rue de Courcelles”. Les rues de Paris. https://web.archive.org/web/20170504014732/http://www.parisrues.com/rues08/paris-08-rue-de-courcelles.html. Läst 1 september 2022.